# Верние
Верниѐ (на френски: Vernier) е град в Западна Швейцария, кантон Женева. Разположен е до западната част на град Женева. Населението му е 33 004 от преброяването към 2009 г.